# Ministerstwo Rodziny, Pracy i Polityki Społecznej
Ministerstwo Rodziny, Pracy i Polityki Społecznej (MRPiPS) – polskie ministerstwo kierowane przez ministra właściwego do spraw pracy, zabezpieczenia społecznego i rodziny. Resort został utworzony 3 stycznia 1918 przez Radę Regencyjną Królestwa Polskiego jako Ministerstwo Opieki Społecznej i Ochrony Pracy.
Ministerstwo Rodziny, Pracy i Polityki Społecznej zostało 7 października 2020 przekształcone w Ministerstwo Rodziny i Polityki Społecznej. 12 sierpnia 2021 weszło w życie rozporządzenie Rady Ministrów z dnia 12 sierpnia 2021 r. w sprawie przekształcenia Ministerstwa Rodziny i Polityki Społecznej, w wyniku którego do Ministerstwa Rodziny i Polityki Społecznej włączono ponownie sprawy działu praca z Ministerstwa Rozwoju, Pracy i Technologii. 13 grudnia 2023 rozporządzeniem Rady Ministrów Ministerstwo Rodziny i Polityki Społecznej zostało ponownie przekształcone w Ministerstwo Rodziny, Pracy i Polityki Społecznej.

## Kierownictwo
- Agnieszka Dziemianowicz-Bąk (NL) – minister rodziny, pracy i polityki społecznej od 13 grudnia 2023
- Aleksandra Gajewska (PO) – sekretarz stanu od 13 grudnia 2023[6]
- Łukasz Krasoń (PL2050) – sekretarz stanu i pełnomocnik rządu ds. osób niepełnosprawnych od 28 grudnia 2023[7]
- Sebastian Gajewski (NL) – podsekretarz stanu od 19 grudnia 2023[8]
- Katarzyna Nowakowska (PL2050) – podsekretarz stanu od 19 stycznia 2024[9]
- Małgorzata Baranowska – podsekretarz stanu od 16 września 2024[10]
- Liwiusz Laska – dyrektor generalny od 13 grudnia 2023[11]

## Zakres działania ministra
Dział praca obejmuje sprawy:
- zatrudnienia i przeciwdziałania bezrobociu;
- stosunków pracy i warunków pracy;
- wynagrodzeń i świadczeń pracowniczych;
- zbiorowych stosunków pracy i sporów zbiorowych.

Dział rodzina obejmuje sprawy:
- rozwoju i ochrony instytucji małżeństwa, dzieci i rodziny;
- rządowych programów wspierania rodziny, w szczególności rodzin znajdujących się w trudnej sytuacji materialnej i społecznej, a także rodzin wielodzietnych lub niepełnych;
- przeciwdziałania patologiom i dyskryminacji w rodzinie;
- uwarunkowań demograficznych w kraju;
- koordynowania i organizowania współpracy organów administracji publicznej, organizacji pozarządowych i instytucji w zakresie realizacji praw rodziny, dzieci i osób starszych potrzebujących wsparcia;
- współpracy międzynarodowej dotyczącej realizacji i ochrony praw rodziny, dzieci, młodzieży, kobiet, mężczyzn i osób starszych.

Dział zabezpieczenie społeczne obejmuje sprawy:
- ubezpieczeń społecznych i zaopatrzenia społecznego;
- funduszy emerytalnych;
- pomocy społecznej i świadczeń na rzecz rodziny;
- świadczeń socjalnych, zatrudnienia, rehabilitacji społecznej i zawodowej osób niepełnosprawnych;
- kombatantów i osób represjonowanych;
- koordynacji systemów zabezpieczenia społecznego, z wyjątkiem rzeczowych świadczeń leczniczych;
- działalności pożytku publicznego, w tym nadzoru nad prowadzeniem tej działalności przez organizacje pożytku publicznego, z wyłączeniem nadzoru nad działalnością w zakresie ratownictwa i ochrony ludności.
- Minister właściwy do spraw zabezpieczenia społecznego sprawuje nadzór nad Prezesem Urzędu do Spraw Kombatantów i Osób Represjonowanych.

## Struktura organizacyjna
W skład ministerstwa wchodzi Gabinet Polityczny Ministra oraz następujące jednostki organizacyjne:
- Departament Analiz Ekonomicznych
- Departament Budżetu
- Departament Demografii
- Departament Dialogu i Partnerstwa Społecznego
- Departament Ekonomii Społecznej
- Departament Funduszy
- Departament Informatyki
- Departament Integracji Społecznej
- Departament Koordynacji Systemów Zabezpieczenia Społecznego
- Departament Polityki Rodzinnej
- Departament Pomocy Społecznej
- Departament Prawa Pracy
- Departament Prawny
- Departament Rynku Pracy
- Departament Ubezpieczeń Społecznych
- Departament Wdrażania Europejskiego Funduszu Społecznego
- Departament Współpracy Międzynarodowej
- Biuro Dyrektora Generalnego
- Biuro Kontroli i Audytu
- Biuro Ministra
- Biuro Obsługi Ministerstwa
- Biuro Pełnomocnika Rządu do Spraw Osób Niepełnosprawnych.

Organ podległy ministrowi:
- Szef Urzędu do Spraw Kombatantów i Osób Represjonowanych

Jednostki organizacyjne podległe ministrowi:
- Centrum Partnerstwa Społecznego „Dialog” im. Andrzeja Bączkowskiego
- Urząd do Spraw Kombatantów i Osób Represjonowanych
- Zakład Wydawniczo-Poligraficzny MRPiPS

Jednostki organizacyjne nadzorowane przez ministra:
- Centralny Instytut Ochrony Pracy – Państwowy Instytut Badawczy
- Główna Biblioteka Pracy i Zabezpieczenia Społecznego
- Instytut Pracy i Spraw Socjalnych
- Ochotnicze Hufce Pracy
- Państwowy Fundusz Rehabilitacji Osób Niepełnosprawnych
- Zakład Ubezpieczeń Społecznych

## Historia
W latach 1987–1999 zadania z zakresu spraw zatrudnienia, świadczeń i ubezpieczeń społecznych wykonywało Ministerstwo Pracy i Polityki Socjalnej. Po wprowadzeniu działów administracji rządowej jego miejsce w rządzie Jerzego Buzka zajęło Ministerstwo Pracy i Polityki Społecznej utworzone na mocy rozporządzenia Rady Ministrów z 26 października 1999 Urząd obsługiwał ministra właściwego do spraw dwóch działów: praca i zabezpieczenie społeczne.
W 2003 rząd Leszka Millera postanowił połączyć Ministerstwo Pracy i Polityki Społecznej z Ministerstwem Gospodarki. Nowy resort został utworzony na mocy rozporządzenia Rady Ministrów z 7 stycznia 2003 pod nazwą Ministerstwo Gospodarki, Pracy i Polityki Społecznej i obsługiwał następujące działy: gospodarka, praca, rozwój regionalny, turystyka i zabezpieczenie społeczne. W 2004 kolejnego przekształcenia dokonał rząd Marka Belki. Rozporządzeniami Rady Ministrów z 2 maja 2004 dotychczasowe Ministerstwo Gospodarki, Pracy i Polityki Społecznej podzielono na dwa urzędy: Ministerstwo Gospodarki i Pracy (gospodarka, praca, rozwój regionalny i turystyka) oraz Ministerstwo Polityki Społecznej (zabezpieczenie społeczne).
W 2005 rząd Kazimierza Marcinkiewicza przywrócił Ministerstwo Pracy i Polityki Społecznej. Zostało ono utworzone zgodnie z rozporządzeniem Rady Ministrów z 31 października 2005 r. poprzez przekształcenie Ministerstwa Polityki Społecznej, do którego włączono część komórek organizacyjnych zlikwidowanego Ministerstwa Gospodarki i Pracy. Odtworzony resort ponownie przejął sprawy obsługi dwóch działów: praca i zabezpieczenie społeczne. Od 2 marca 2007 do 25 czerwca 2007 i ponownie od 14 sierpnia 2007 urząd wykonywał również zadania związane z obsługą działu sprawy rodziny, który 9 września 2010 został przekształcony w dział rodzina.
W 2015 rząd Beaty Szydło dokonał zmiany nazwy ministerstwa. Na podstawie rozporządzenia Rady Ministrów z 3 grudnia 2015 (z mocą od 16 listopada 2015) Ministerstwo Pracy i Polityki Społecznej zostało przemianowane na Ministerstwo Rodziny, Pracy i Polityki Społecznej (przekształcenie to nie było związane ze zmianą kompetencji resortu).
7 października 2020, w wyniku reorganizacji rządu Mateusza Morawieckiego z ministerstwa wydzielono obsługę działu administracji rządowej praca wcielając zadania z tego zakresu do Ministerstwa Rozwoju, Pracy i Technologii utworzonego w wyniku przekształcenia Ministerstwa Rozwoju.

## Lista ministrów
| Lp.   | Zdjęcie     | Imię i Nazwisko (partia polityczna)          | Objęcie urzędu | Złożenie urzędu              | Długość urzędu                       | Rząd                                                 | Ministerstwo                                      |
| ----- | ----------- | -------------------------------------------- | -------------- | ---------------------------- | ------------------------------------ | ---------------------------------------------------- | ------------------------------------------------- |
| 1.    |             | Longin Komołowski (RS AWS) (1948–2016)       | 19 X 1999      | 19 X 2001                    | 731 dni                              | Rząd Jerzego Buzka                                   | Ministerstwo pracy i polityki społecznej          |
| 2.    |             | Jerzy Hausner (SLD / bezpartyjny) (ur. 1949) | 19 X 2001      | 7 I 2003                     | 810 dni                              | Rząd Leszka Millera                                  | Ministerstwo pracy i polityki społecznej          |
| (2.)  | 7 I 2003    | Jerzy Hausner (SLD / bezpartyjny) (ur. 1949) | 2 V 2004       | 115 dni                      | Rząd Leszka Millera                  | Ministerstwo gospodarki, pracy i polityki społecznej |                                                   |
| (2.)  | 2 V 2004    | Jerzy Hausner (SLD / bezpartyjny) (ur. 1949) | 31 III 2005    | 333 dni (łącznie:1258 dni)   | Rząd Leszka Millera                  | Ministerstwo gospodarki i pracy                      |                                                   |
| 3.    |             | Krzysztof Pater (bezpartyjny) (ur. 1961)     | 2 V 2004       | 24 XI 2004                   | 206 dni                              | Pierwszy rząd Marka Belki                            | Ministerstwo polityki społecznej                  |
| 4.    |             | Izabela Jaruga-Nowacka (UP / UL) (1950–2010) | 24 XI 2004     | 31 X 2005                    | 341 dni                              | Drugi rząd Marka Belki                               | Ministerstwo polityki społecznej                  |
| 5.    |             | Krzysztof Michałkiewicz (PiS) (ur. 1953)     | 31 X 2005      | 5 V 2006                     | 185 dni                              | Rząd Kazimierza Marcinkiewicza                       | Ministerstwo pracy i polityki społecznej          |
| 6.    |             | Anna Kalata (Samoobrona RP) (ur. 1964)       | 5 V 2006       | 14 VII 2006                  | 70 dni                               | Rząd Kazimierza Marcinkiewicza                       | Ministerstwo pracy i polityki społecznej          |
| (6.)  | 14 VII 2006 | Anna Kalata (Samoobrona RP) (ur. 1964)       | 13 VIII 2007   | 395 dni (łącznie: 465 dni)   | Rząd Jarosława Kaczyńskiego          | Ministerstwo pracy i polityki społecznej             |                                                   |
| 7.    |             | Joanna Kluzik-Rostkowska (PiS) (ur. 1963)    | 13 VIII 2007   | 16 XI 2007                   | 95 dni                               | Rząd Jarosława Kaczyńskiego                          | Ministerstwo pracy i polityki społecznej          |
| 8.    |             | Jolanta Fedak (PSL) (1960–2020)              | 16 XI 2007     | 18 XI 2011                   | 1463 dni                             | Pierwszy rząd Donalda Tuska                          | Ministerstwo pracy i polityki społecznej          |
| 9.    |             | Władysław Kosiniak-Kamysz (PSL) (ur. 1981)   | 18 XI 2011     | 22 IX 2014                   | 1039 dni                             | Drugi rząd Donalda Tuska                             | Ministerstwo pracy i polityki społecznej          |
| (9.)  | 22 IX 2014  | Władysław Kosiniak-Kamysz (PSL) (ur. 1981)   | 16 XI 2015     | 420 dni (łącznie: 1459 dni)  | Rząd Ewy Kopacz                      | Ministerstwo pracy i polityki społecznej             |                                                   |
| 10.   |             | Elżbieta Rafalska (PiS) (ur. 1955)           | 16 XI 2015     | 11 XII 2017                  | 756 dni                              | Rząd Beaty Szydło                                    | Ministerstwo rodziny, pracy i polityki społecznej |
| (10.) | 11 XII 2017 | Elżbieta Rafalska (PiS) (ur. 1955)           | 3 VI 2019      | 539 dni (łącznie: 1295 dni)  | Pierwszy rząd Mateusza Morawieckiego | Ministerstwo rodziny, pracy i polityki społecznej    |                                                   |
| 11.   |             | Bożena Borys-Szopa (PiS) (ur. 1954)          | 4 VI 2019      | 15 XI 2019                   | 164 dni                              | Pierwszy rząd Mateusza Morawieckiego                 | Ministerstwo rodziny, pracy i polityki społecznej |
| 12.   |             | Marlena Maląg (PiS) (ur. 1964)               | 15 XI 2019     | 6 X 2020                     | 325 dni                              | Drugi rząd Mateusza Morawieckiego                    | Ministerstwo rodziny, pracy i polityki społecznej |
| (12.) | 6 X 2020    | Marlena Maląg (PiS) (ur. 1964)               | 26 XI 2023     | 1146 dni (łącznie: 1471 dni) | Drugi rząd Mateusza Morawieckiego    | Ministerstwo rodziny i polityki społecznej           |                                                   |
| 13.   |             | Dorota Bojemska (bezpartyjna) (ur. 1976)     | 27 XI 2023     | 13 XII 2023                  | 16 dni                               | Trzeci rząd Mateusza Morawieckiego                   | Ministerstwo rodziny i polityki społecznej        |
| 14.   |             | Agnieszka Dziemianowicz-Bąk (NL) (ur. 1984)  | 13 XII 2023    | nadal                        | 470 dni                              | Trzeci rząd Donalda Tuska                            | Ministerstwo rodziny, pracy i polityki społecznej |